# 4-es metróvonal (Barcelona)
A barcelonai 4-es metróvonal, ismert még mint Trinitat Nova – La Pau metróvonal (színe: sárga) egy 16,7 km hosszúságú metróvonal Barcelonában. Összesen 22 állomás található rajta.

## Technikai leírás
A metróvonal teljes egészében a föld alatt húzódik. A vágányok nyomtávolsága 1435 mm, az áramellátás felsővezetékről történik. A vonalon a 2100 és a 9000 sorozat közlekedik. A vonalat a TMB üzemelteti.

## Jelenlegi állomások

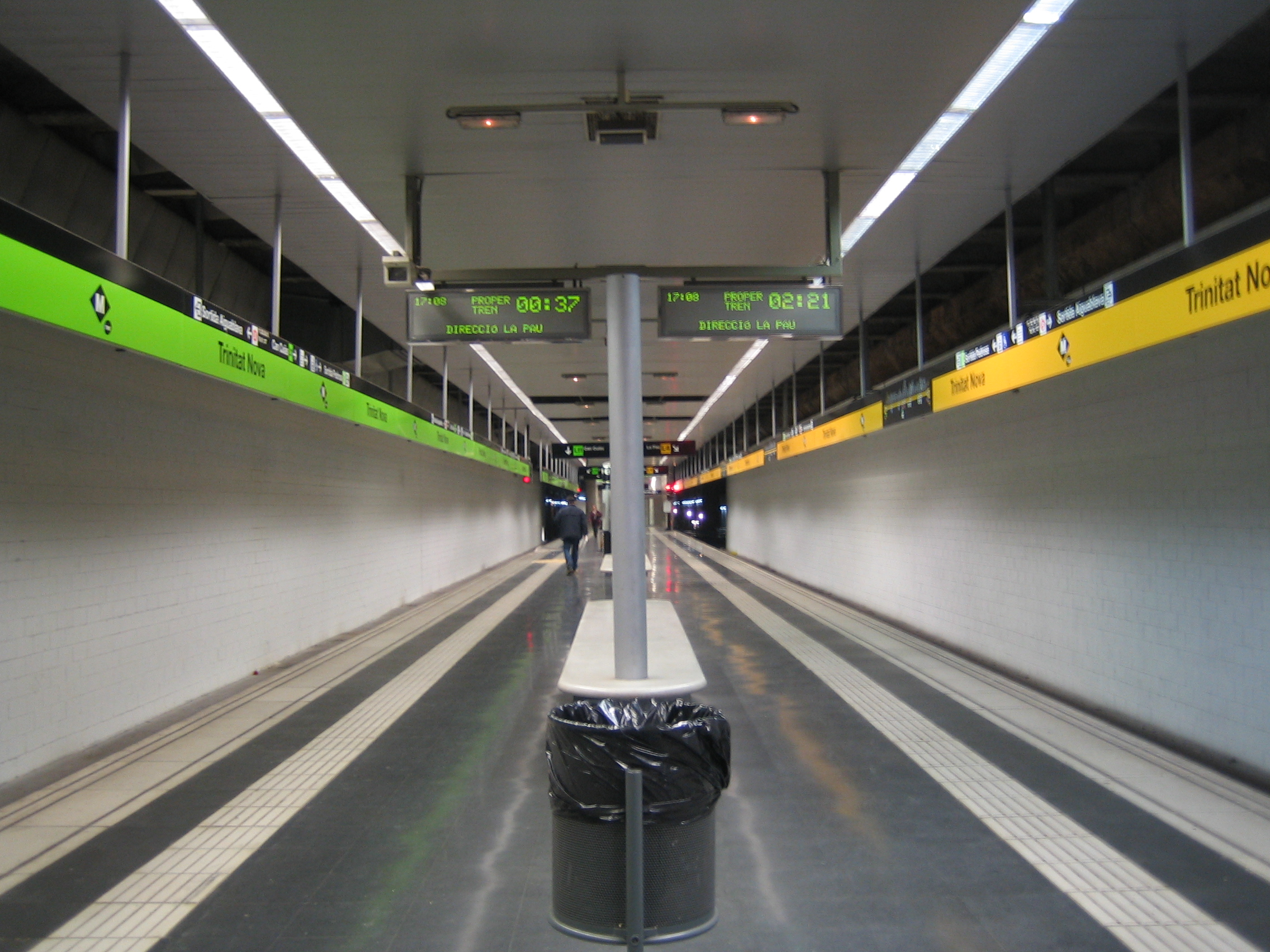
Trinitat Nova metróállomás

Az állomások vagya a vonalak neve dőlt betűvel szedve, ha építés alatt állnak.
- Trinitat Nova (L11)
- Via Júlia
- Llucmajor
- Maragall (L5)
- Guinardó-Hospital de Sant Pau (L9, L10)
- Alfons X
- Joanic
- Verdaguer (L5)
- Girona
- Passeig de Gràcia (L2, L3, RENFE)
- Urquinaona (L1)
- Jaume I
- Barceloneta
- Ciutadella-Vila Olímpica (T4)
- Bogatell
- Llacuna
- Poblenou
- Selva de Mar (T4)
- El Maresme-Fòrum (T4)
- Besòs Mar
- Besòs (T5)
- La Pau (L2)
- Santander (építés alatt)
- Sagrera-TAV (építés alatt) (L9, L10)
- Sagrera-Meridiana (építés alatt) (L1 L5, L9, L10)